# 福島要一
福島 要一（ふくしま よういち、1907年8月5日 - 1989年9月1日）は、日本の農学者・評論家、農林官僚。元日本学術会議会員。

## 来歴
- 東京府南葛飾郡砂村（現東京都江東区）生まれ
- 1934年東京帝国大学農学部農学科卒農林省農事試験場勤務
- 1936年岡山県薄荷試験所所長
- 1939年北京興亜院華北連結部（のち北京大使館）農政班
- 1943年農林省農事試験場農業気象部長
- 1947年農林省統計調査部作物報告課長併任
- 同年第1回参議院議員通常選挙に全国区から立候補したが落選[2]
- 1949年日本学術会議会員となり、8月農林省を退官
- 1985年日本学術会議会員を退任[3]。

## 人物
- 沖縄・小笠原返還要求中央実行委員会（沖実委）の代表委員[4]。
- 沖縄・小笠原返還同盟理事長[4]。
- 昭和24年 - 60年まで11期にわたり、日本学術会議会員[5]。
- 農薬・環境問題、反戦平和運動、大学自治問題などに熱心で、日本学術会議会員を40年近く務めその中核にあった[6][7]。
- 1972年7月8日には、森川金寿、平野義太郎（日本平和委員会会長）らとともに「インドシナにおけるニクソンの戦争犯罪、日本政府・財界の共犯を告発する東京集会」を神田の学士会館で開催。当時、強化されつつあったベトナム北爆に抗議した。

## 著書
- 『農業技術論』(民主主義科学教程) 彰考書院, 1946
- 『農学の学校』八雲書店, 1947
- 『新しき農業への道』(家の光文庫) 家の光協会, 1948
- 『農業ものがたり』みつばち文庫 6 志村書店, 1948
- 『新しい農業への課題』三一書房, 1948
- 『作物の生活』日本評論社, 1949
- 『農業技術論』(潮流講座經濟學全集） 第3部(日本資本主義の現状分析)) 潮流社, 1949
- 『篤農技術から新しい技術へ』(農村新生活講座） ナウカ社, 1949
- 『作物統計の諸問題』農業技術協会, 1949
- 『作物の生活』日本評論社, 1949
- 『日本の農業』(ナウカ百科全書) ナウカ社, 1951
- 『米』岩波新書 1952
- 『集団農場の話』岩波新書 1956
- 『農村問題入門』(農村文化双書） 農山漁村文化協会, 1959
- 『実りある会議のガイド』(真昼文庫) 新興出版社, 1961
- 『日本農業の将来』角川新書 1966
- 『あすのための警告 農薬問題を考える』新潮社, 1968
- 『安保条約と沖縄問題 70年安保を考える』労働旬報社, 1969
- 『社会変革と科学』三省堂新書 1970
- 『科学者と変革の精神』三省堂選書 1980
- 『病気にかからないための栄養』芽ばえ社, 1981
- 『農薬も添加物のひとつ 消費者のための農薬読本』(食と健康を考えるシリーズ） 芽ばえ社, 1984.7
- 『「学者の森」の四十年 日本学術会議とともに』日本評論社, 1986-1988
- 『コメこの危機をどうのりこえるか?』芽ばえ社, 1988.2

### 共編著
- 『農業技術』(農業集書） 野口弥吉共著. 河出書房, 1948
- 『米と稲の話 実験と観察』原島重彦共著. 童話春秋社, 1948
- 『いねの一生』(科学写真シリーズ） 解説, 太田仁吉 編. 岩崎書店, 1952
- 『稲と米の話』 (観察と実験文庫) 原島重彦共著, 福田勇 絵. 同和春秋社, 1952
- 『日本農業図説』(図説全集） 内山政照共編. 岩崎書店, 1955
- 『双書・大学の自治 第2 合理化・再編成の問題』編著(明治図書新書) 明治図書出版, 1969
- 『双書・大学の自治 第3 学生の自治』編著(明治図書新書) 明治図書出版, 1970
- 『自然の保護』編 (市民の学術双書) 時事通信社, 1975
- 『環境教育の理論と実践』編. あゆみ出版, 1985
- 『環境と思想 その歴史と現在』S.D.B.ピッケン共著. 三省堂, 1986